# 顶冠

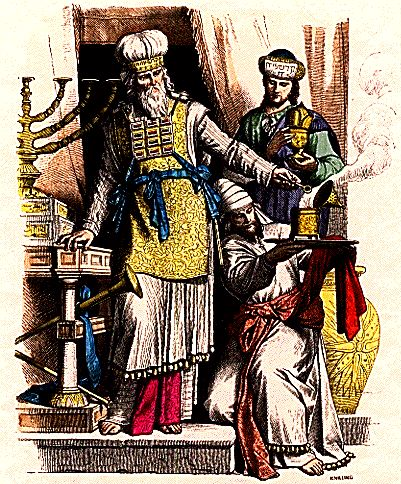
大祭司

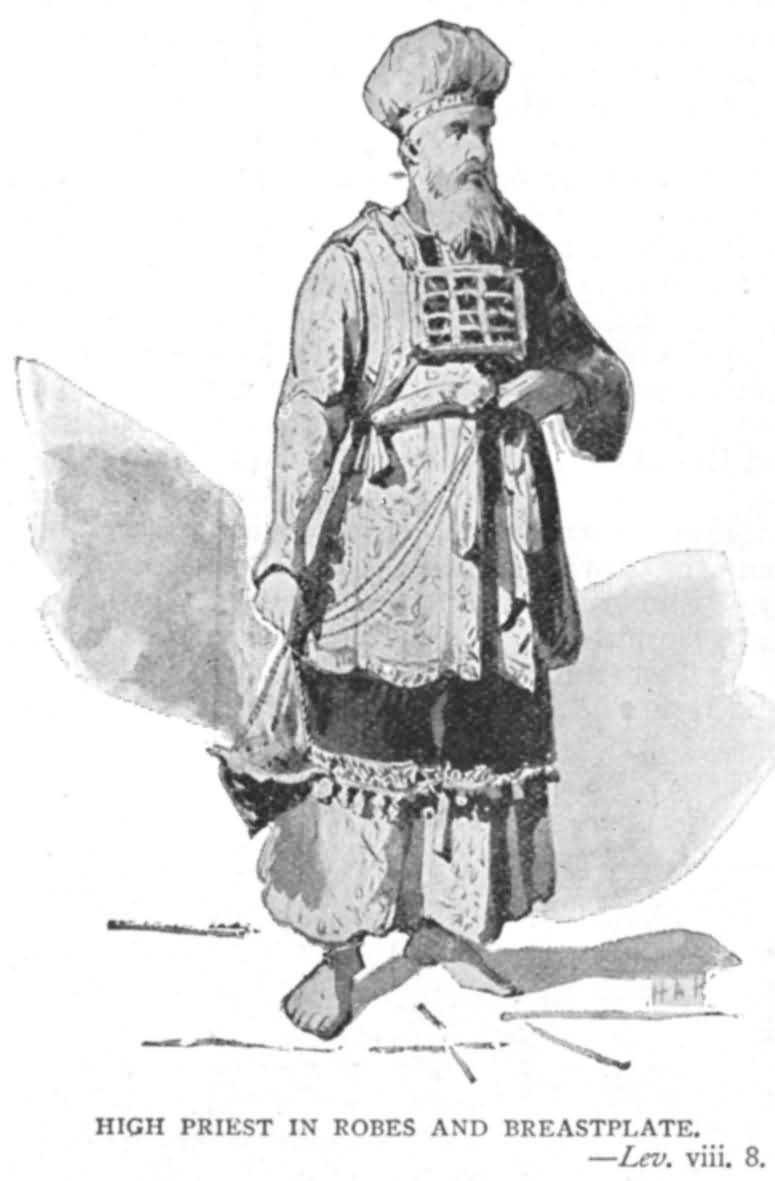
大祭司

顶冠（mitznefet  מִצְנֶפֶת）是犹太教大祭司在帐幕和耶路撒冷圣殿中侍奉时佩戴，用以覆盖头部

## 词源
希伯来文mitznefet (מִצְנֶפֶת)意为“头饰”。可能类似特本 (头巾)。

## 希伯来圣经
大祭司佩戴的顶冠远远大于祭司的顶冠，形成了一个宽阔的平顶，像一朵盛开的花。顶冠金牌通过蓝色带子系在顶冠上。祭司的顶冠为锥形。